# Mooresville (Alabama)
Mooresville – miasto w Stanach Zjednoczonych, w stanie Alabama, w hrabstwie Limestone. W roku 2023 miasto zamieszkiwało 48 osób, a gęstość zaludnienia wynosiła 240 osób/km².